# عنقصاوية
العنقصاوية (الاسم العلمي: Empusini) هي قبيلة من الحشرات تتبع الفصيلة العنقصية من رتبة السرعوفيات.

## أجناس العنقصاوية
- العنقص